# Omopyge grandis
Omopyge grandis är en mångfotingart som först beskrevs av Carl Oscar von Porat 1894.  Omopyge grandis ingår i släktet Omopyge och familjen Odontopygidae. Inga underarter finns listade i Catalogue of Life.